# Seznam měst přejmenovaných ve 21. století
I v průběhu 21. století jsou zásadním způsobem přejmenovávána relativně velká města. Z nevelkého vzorku lze usoudit, že se jedná o zbytky po komunistických pohlavárech a evropských kolonizátorech.
Asi největší přejmenování uskutečnila Ukrajina, kde se po schválení zákona o zákazu propagace komunistického a nacistického režimu muselo do prosince 2015 přejmenovat 66 měst (22 velkých a 44 menších sídel). Většina z nich však leží v oblastech, které ukrajinské správní orgány nekontrolují - což může vést ke zmatku v mapách. Přejmenovaly se např. Dněpropetrovsk, Komsomolsk, Kirovohrad, Dniprodzeržynsk, Illičivsk, Uljanovka nebo Ordžonikidze.

## Seznam měst
D → dočasně přejmenovaná města

DT → dočasně / trvale přejmenovaná města

T → trvale přejmenovaná města
| Současný stát              | Současný název       | Typ | Dočasný název                                               | Trvání názvu                                                        | Poznámka (historické souvislosti) |
| -------------------------- | -------------------- | --- | ----------------------------------------------------------- | ------------------------------------------------------------------- | --- |
| Ázerbájdžán                | Şirvan               | DT  | Zubovka Ali Bajramli                                        | do 1938 1938–2008                                                   | Valerian Alexandrovič Zubov – (1771–1804), ruský generál. Ali Bajramov – aktivní účastník boje za ustanovení sovětské moci v Ázerbájdžánu.                                                                     |
| Bosna a Hercegovina        | Foča                 | D   | Srbinje                                                     | 1994–2004                                                           | |
| Jižní Afrika               | Polokwane            | T   | Pietersburg                                                 | do 2003                                                             | Petrus (Piet) Jacobus Joubert – jihoafrický politik a voják. V jazyce severní sotho je Polokwane bezpečné místo.                                                                                               |
| Kazachstán                 | Altaj                | T   | Zyrjanovsk                                                  | do 2019                                                             | V roce 1791 objevil ruský hornický mistr Gerasim Grigorjevič Zyrjanov na místě dnešního města rudy bohaté na zlato a stříbro. Nyní pojmenováno po pohoří Altaj.                                                |
| Kazachstán                 | Astana               | D   | Akmola Akmolinsk Celinograd Akmola Astana Nur-Sultan Astana | 1824–1832 1832–1961 1961–1992 1992–1998 1998–2019 2019–2022 od 2022 | |
| Kazachstán                 | Ridder               | D   | Leninogorsk                                                 | 1941–2002                                                           | Město bylo založeno roku 1786 a pojmenováno podle geologa Filipa Riddera, který objevil zdejší nerostné bohatství. V roce 1941 bylo přejmenováno na počest V. I. Lenina, v roce 2002 se vrátilo původní jméno. |
| Kazachstán                 | Semej                | T   | Semipalatinsk                                               | do 2007                                                             | Mesto je známé kvůli Semipalatinskému jadernému polygonu, kde probíhaly testy sovětských jaderných zbraní. |
| Rakousko                   | Fugging              | T   | Fucking                                                     | do 2020                                                             | Osada se od roku 1070 jmenovala po muži ze 6. století jménem Focko. K přejmenování vedl anglický význam (vulgární forma vyjádření pohlavního styku).                                                           |
| Rusko                      | Spassk               | T   | Bědnoděmjanovsk                                             | do 2005                                                             | Děmjan Bědnyj – ruský básník, autor častušek. |
| Ukrajina                   | Bachmut              | DT  | Artemivsk                                                   | do 2016                                                             | |
| Ukrajina                   | Čornomorsk           | DT  | Illičivsk                                                   | 1958–2016                                                           | V místě dřívějšího osídlení byl vybudován v roce 1952 přístav. Sídlo získalo v témže roce statut sídla městského typu a bylo pojmenováno po ruském revolucionáři Vladimiru Iljiči Leninovi.                    |
| Ukrajina                   | Lyman                | DT  | Krasnyj Lyman                                               | do 2016                                                             | |
| Ukrajina                   | Svjatohirsk          | DT  | Baně Slovjanohirsk                                          | do 1964 1964–2003                                                   | |
| Ukrajina                   | Toreck               | DT  | Ščerbynivka Dzeržynsk                                       | do 1938 1938–2016                                                   | Pojmenováno po Felixi Edmundoviči Dzeržinském, zakladateli Čeky. |
| Ukrajina                   | Zavodske             | DT  | Červonozavodske                                             | do 2016                                                             | |
| Ukrajina                   | Myrnohrad            | DT  | Dymytrov                                                    | do 1957 1957–2016                                                   | Pojmenováno po bulharském revolucionáři Georgi Dimitrovovi. |
| Ukrajina                   | Podilsk              | DT  | Birzula Kotovsk                                             | do 1935 do 2016                                                     | Pojmenováno po vojenském veliteli a politikovi Grigoriji Ivanoviči Kotovském. |
| Ukrajina                   | Irmino               |     | Teplohirsk                                                  | do 2010                                                             | |
| Ukrajina                   | Blahoviščenske       |     | Uljanovka                                                   |                                                                     | |
| Ukrajina                   | Dnipro               |     | Dnipropetrovsk                                              |                                                                     | |
| Ukrajina                   | Horišni Plavni       |     | Komsomolsk                                                  |                                                                     | |
| Ukrajina                   | Kamjanske            |     | Dněprodzeržinsk                                             |                                                                     | |
| Ukrajina                   | Kropyvnyckyj         |     | Kirovohrad                                                  |                                                                     | |
| Ukrajina                   | Olešky               |     | Cjurupinsk                                                  |                                                                     | |
| Ukrajina                   | Pokrov               |     | Ordžonikidze                                                |                                                                     | |
| Ukrajina                   | Pokrovsk             |     | Krasnoarmijsk                                               |                                                                     | |
| Ukrajina                   | Snovsk               |     | Ščors                                                       |                                                                     | |
| Ukrajina                   | Varaš                |     | Kuznecovsk                                                  |                                                                     | |
| Ukrajina (Luhanská oblast) | Bokovo-Chrustalne    |     | Vachruševe                                                  |                                                                     | |
| Ukrajina (Doněcká oblast)  | Bunhe                |     | Junokomunarivsk                                             |                                                                     | |
| Ukrajina (Doněcká oblast)  | Čysťakove            |     | Torez                                                       |                                                                     | |
| Ukrajina (Luhanská oblast) | Dovžansk             |     | Sverdlovsk                                                  |                                                                     | |
| Ukrajina (Doněcká oblast)  | Kalmiuske            |     | Komsomolske                                                 |                                                                     | |
| Ukrajina (Luhanská oblast) | Kadijivka            |     | Stachanov                                                   |                                                                     | |
| Ukrajina (Luhanská oblast) | Kypuče               |     | Artemivsk                                                   |                                                                     | |
| Ukrajina (Luhanská oblast) | Holubivka            |     | Kirovsk                                                     |                                                                     | |
| Ukrajina (Doněcká oblast)  | Chrestivka           |     | Kirovske                                                    |                                                                     | |
| Ukrajina (Luhanská oblast) | Chrustalnyj          |     | Krasnyj Luč                                                 |                                                                     | |
| Ukrajina (Luhanská oblast) | Petrovo-Krasnosillja |     | Petrovske                                                   |                                                                     | |
| Ukrajina (Luhanská oblast) | Sorokyne             |     | Krasnodon                                                   |                                                                     | |
| Ukrajina (Luhanská oblast) | Voznesenivka         |     | Červonopartyzansk                                           |                                                                     | |
| Ukrajina (Doněcká oblast)  | Zalizne              |     | Artemove                                                    |                                                                     | |
| Ukrajina                   | Zvjahel              |     | Novohrad-Volynskyj                                          | 1795–2022                                                           | |

 Ukrajina – a mnoho dalších sídel městského typu a vesnic v roce 2016. Navrženo je též přejmenování dvou oblastí – Dněpropetrovské a Kirovohradské.